# Apocopis peguensis
Apocopis peguensis är en gräsart som beskrevs av Norman Loftus Bor. Apocopis peguensis ingår i släktet Apocopis och familjen gräs.
Artens utbredningsområde är Burma. Inga underarter finns listade i Catalogue of Life.